# ヨーロッパ・オランダ

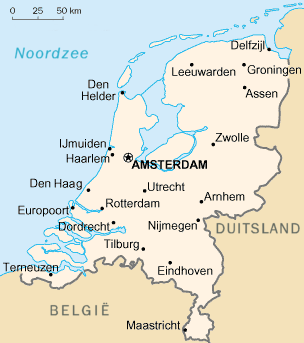
オランダの欧州領域の地図

ヨーロッパ・オランダ（オランダ語: Europees Nederland）は、ヨーロッパに位置するオランダの一部分を示す。欧州領域（Europees territorium）とも。この用語はヨーロッパの領土とカリブ海の特別自治体であるボネール、シント・ユースタティウスおよびサバを区別するために使用される。
「ヨーロッパ･オランダ」との対比で「カリブ・オランダ」とも呼ばれるこれらの島々は自治領・オランダ領アンティルが2010年10月10日に解体された後、中央政府のオランダ領カリブ局が管轄する海外特別自治体となった。この区別は地理的理由によるが、カリブ・オランダは関連はするが本土とは別の法体系を有しているためでもある。もっとも、ヨーロッパ・オランダはオランダの陸地全体の99％を占めており、また歴史的に「ネーデルラント」と呼ばれていた地域の一部である。